# Patterson (Arkansas)
Patterson est une ville située dans l’État américain de l'Arkansas, dans le comté de Woodruff.

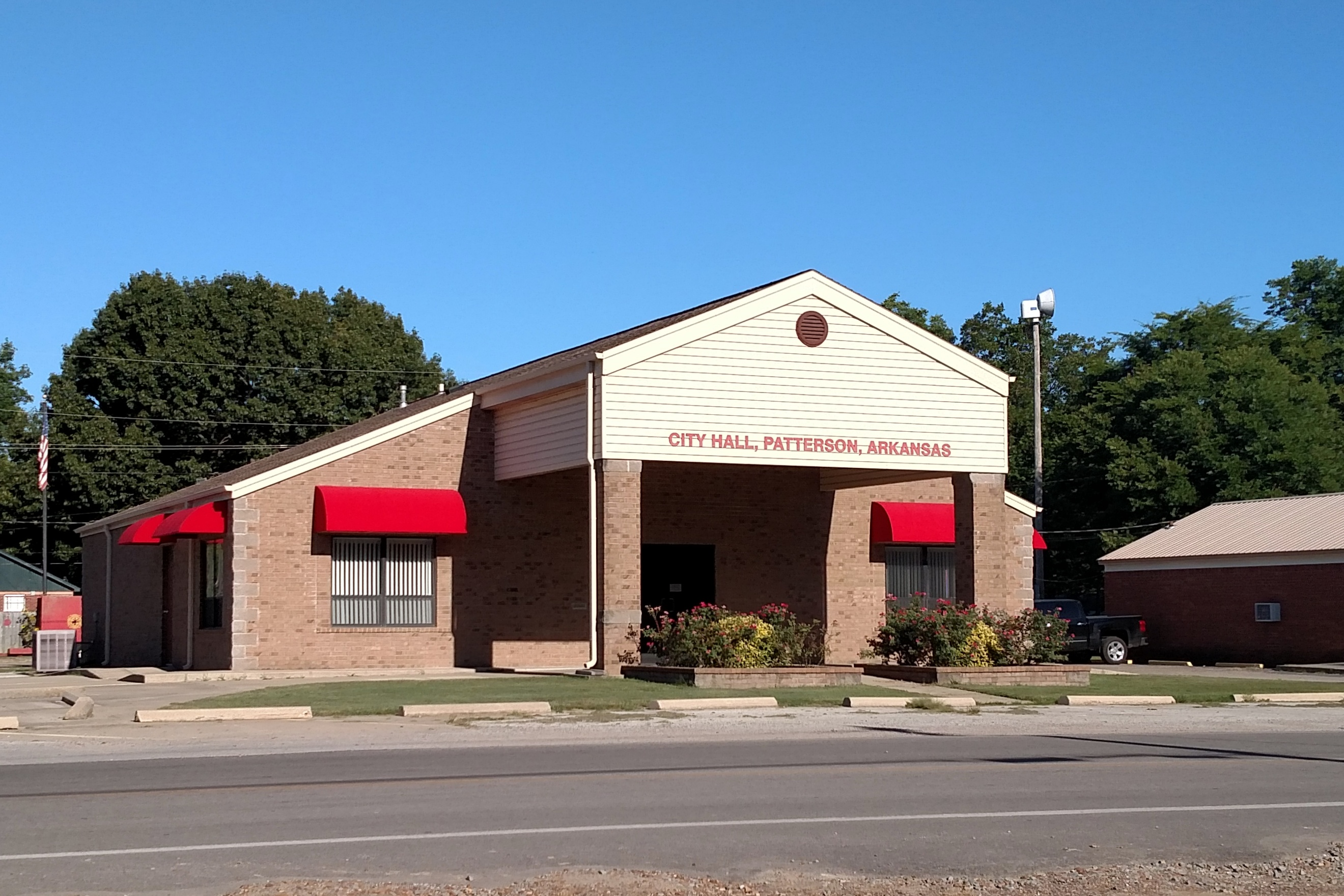
Patterson